# Strangolagalli
Strangolagalli település Olaszországban, Lazio régióban, Frosinone megyében. Lakosainak száma 2306 fő (2023. január 1.). Strangolagalli Arce, Boville Ernica, Ceprano, Monte San Giovanni Campano és Ripi községekkel határos.

## Népesség
A település lakossága az elmúlt években az alábbi módon változott:
| Lakosok száma | 2450 | 2414 | 2306 |
|               | 2017 | 2018 | 2023 |